# Otolelus nigriceps
Otolelus nigriceps is een keversoort uit de familie schijnsnoerhalskevers (Aderidae). De wetenschappelijke naam van de soort werd in 1899 gepubliceerd door Maurice Pic.